# Высший замысел
Высший замысел (англ. The Grand Design; Великий замысел) — научно-популярная книга, написанная Стивеном Хокингом и Леонардом Млодиновым, опубликована в 2010 году.
В книге авторы утверждают, что существование Бога не обязательно для объяснения происхождения вселенной, и что Большой взрыв является исключительно следствием законов физики. В ответ на критику Хокинг сказал, что «невозможно доказать несуществование Бога, но наука делает его необязательным».
Авторы указывают на то, что может не существовать Единой теории поля. Они также рассматривают историю научного знания о вселенной и объясняют суть 11-мерной М-теории, которую поддерживают многие современные физики.
Опубликованная 7 сентября 2010 года в США, книга стала бестселлером на Amazon.com несколько дней спустя.

## Отзывы
Космолог Лоуренс Краусс в статье «Спонтанная вселенная» писал, что существуют поразительные аргументы в пользу возможности того, что вселенная произошла из ничего. Если вселенная действительно произошла из ничего, то можно предположить, что её суммарная энергия будет равна нулю. И когда была измерена суммарная энергия, то результат оказался именно таким.
Роджер Пенроуз выразил сомнение, что такими методами может быть получено адекватное понимание, и, что в отличие от квантовой механики, М-теория не может похвастаться поддержкой, основанной на наблюдениях.